# Engel (Familienname)
Engel ist ein Familienname.

## Herkunft und Bedeutung
Der Familienname Engel entstand durch
- patronymische oder metronymische Namensbildung von Vornamen, die mit Engel beginnen, zum Beispiel Engelbert oder Engelhard;
- aus Hausnamen wie Haus zum Engel (Mainz 1439).

## Namensträger

### A
- Adolf von Engel (1834–1900), deutscher Politiker und Majoratsbesitzer
- Adolf Engel (Maler) (1896–nach 1986), Schweizer Maler und Sammler
- Adolf Karel Maximilian Engel (1801–1833), belgischer Maler
- Adolph Engel de Jánosi (1820–1903), ungarischer Industrieller
- Agnes Engel (1862–1947), deutsche Schriftstellerin und Tierschützerin
- Albert Engel (Bischof) († 1500), deutscher Franziskaner (OFM), Lektor im Franziskanerkloster Paderborn, ab 1493 Weihbischof in Paderborn
- Albert Engel (Politiker) (1891–1964), deutscher Politiker (BP), MdL Bayern
- Albert J. Engel (1888–1959), US-amerikanischer Politiker
- Alex Engel (* 1988), deutscher Schlagersänger
- Alexander von Engel (1838–1905), preußischer Generalmajor
- Alexander Engel (Schriftsteller) (1868–1940), österreichischer Schriftsteller
- Alexander Engel (Schauspieler) (1902–1968), deutscher Schauspieler und Regisseur
- Alexander Engel (Eishockeyspieler, 1962) (* 1962), deutsch-kasachischer Eishockeyspieler
- Alexander Engel (Eishockeyspieler, 1983) (* 1983), deutscher Eishockeyspieler
- Alexander Franz Joseph von Engel (1722–1800), Bischof der Diözese Leoben
- Alfred Engel (1881–1944), Gymnasiallehrer und Museumsleiter in Böhmen und Mähren
- Alfred Engel (Mediziner, 1895) (1895–1997), deutsch-israelischer Kinderarzt
- Alfred von Engel (1898–1991), österreichisch-britischer Physiker und Elektroingenieur
- Alfred Engel (Mediziner, 1950) (* 1950), österreichischer Sportorthopäde und Hochschullehrer
- Alfred Engel-Feitknecht (1850–1899), Schweizer Fotograf und Unternehmer
- Alfred Ebert-Engel (1881–1959), Schweizer Chemieingenieur
- Amanda Tröndle-Engel (1861–1956), schweizerische Malerin, Kunstvermittlerin und Pädagogin
- Andi Engel (1942–2006), deutscher Filmdirektor, Regisseur, Schauspieler, Kinobetreiber und Herausgeber
- Andreas Engel (1561–1598), deutscher Pfarrer und Chronist, siehe Andreas Angelus
- Andreas Engel (Biophysiker) (* 1943), Schweizer Biophysiker
- Andreas Engel (Physiker) (* 1957), deutscher Physiker
- Andreas Engel (Journalist) (* 1963), deutscher Medienunternehmer
- Andreas K. Engel (* 1961), deutscher Hirnforscher
- Anne Engel (* 1985), deutsche Fußballspielerin
- Annelore Engel-Braunschmidt (* 1941), deutsche Slawistin, Literaturwissenschaftlerin und Hochschullehrerin
- Antke Engel (* 1965), deutsche Philosophin und Publizistin
- Ari Engel (* 1983), kanadischer Pokerspieler
- Arthur Engel (1928–2022), deutscher Mathematikpädagoge
- August Engel (Staatswissenschaftler) (1878–1953), deutscher Staatswissenschaftler und Heimathistoriker
- August Engel von Mainfelden (1855–1941), österreichischer Politiker

### B
- Barbara Engel (* 1952), deutsche Modedesignerin und Reality-TV-Darstellerin
- Barbara Engel (Architektin) (* 1969), Professorin für Internationalen Städtebau am KIT
- Ben Engel (* 1979), deutscher Schauspieler
- Bernd Engel (Ingenieur, 1962) (* 1962), deutscher Ingenieur und Hochschullehrer
- Bernd Engel (Ingenieur, 1966) (* 1966), deutscher Ingenieur und Hochschullehrer
- Bernhard Engel (* 1953), deutscher Volkswirt und Soziologe
- Bertram Engel (* 1957), deutscher Schlagzeuger

### C
- Carl Engel (Musikwissenschaftler, 1818) (1818–1882), deutsch-britischer Musikwissenschaftler und Instrumentensammler
- Carl Engel (Musikwissenschaftler, 1883) (1883–1944), deutsch-US-amerikanischer Pianist, Musikwissenschaftler und Komponist
- Carl Engel (Prähistoriker) (1895–1947), deutscher Prähistoriker
- Carl Engel von der Rabenau (1817–1870), deutscher Maler
- Carl Immanuel Engel (1764–1795), deutscher Organist, Dirigent und Komponist
- Carl Ludwig Engel (1778–1840), deutsch-finnischer Architekt und Maler
- Caspar Arnold Engel (1798–1863), deutscher Politiker, Landdrost von Pinneberg
- Cassandra Engel (* 1986), deutsche Handballspielerin
- Chaim Engel (1916–2003), polnischer Holocaustüberlebender
- Charlotte Engel-Reimers (1870–1930), deutsche Nationalökonomin und Frauenrechtlerin
- Christian Engel (Politiker) (1788–1871), deutscher Advokat und Politiker
- Christian Friedrich Engel von Petersdorff (1775–1854), deutscher Generalleutnant, siehe Friedrich von Petersdorff
- Christiane Engel (1942–2021), Schweizer Ärztin und Pianistin
- Christine Engel (* 1946), österreichische Slawistin
- Christoph Engel (Schauspieler) (1925–2011), deutscher Schauspieler
- Christoph Engel (Jurist) (* 1956), deutscher Jurist
- Christoph Engel (Model) (* 1974), Schweizer Model
- Curt A. Engel (1901–1977), deutscher Dokumentarfilmregisseur

### D
- Dagmar Engel (Journalistin) (* 1960), deutsche Journalistin
- Dagmar Ensch-Engel (* 1955), deutsche Politikerin (Die Linke), MdL
- David Engel (Historiker) (* 1951), amerikanischer Historiker
- David Engel (Schauspieler) (* 1959), amerikanischer Schauspieler, Sänger und Tänzer
- David Engel (Tennisspieler) (* 1967), schwedischer Tennisspieler
- David Hermann Engel (1816–1877), deutscher Komponist, Organist und Musiklehrer
- Dennis Engel (* 1995), deutscher Fußballspieler
- Detlef Engel (1940–2023), deutscher Schlagersänger
- Detlev Engel (1942–2017), deutscher Politiker (SPD)
- Dominik Stroh-Engel (* 1985), deutscher Fußballspieler
- Don Engel (1929–2014), US-amerikanischer Jurist
- Doreen Engel (* 1982), deutsche Volleyballspielerin

### E
- Eduard Engel (1851–1938), deutscher Literaturwissenschaftler
- Egon Engel (1918–1974), österreichischer Eishockeyspieler
- Eliot Engel (* 1947), US-amerikanischer Politiker
- Elmar Engel (1933–2001), deutscher Journalist, Fotograf und Reiseschriftsteller (Pseudonym: Jupp Holbach)
- Elwood Engel (1917–1986), US-amerikanischer Automobildesigner
- Emanuel Engel (1844–1907), tschechischer Arzt und Politiker
- Emil Engel (Techniker) (1869–1932), österreichischer Eisenbahntechniker der Nordwestbahn
- Emil Engel (Verbandsfunktionär) (1881–1955), US-amerikanischer Verbandsfunktionär österreichischer Herkunft
- Emil Engel (Chemiker) (1900–?), deutscher Chemiker und Autor
- Emil M. Engel (1847–1925), österreichischer Verleger und Fotograf
- Émile Engel (1889–1914), französischer Radrennfahrer
- Emilie Engel (1893–1955), deutsche Lehrerin und Ordensfrau
- Emmy Engel-Hansen (1902–1989), deutsche Rechtsanwältin, Frauenrechtlerin und Verfassungsrichterin
- Engelbert Engel (1887–1962), deutscher katholischer Pfarrer
- Erich von Engel (1839–1921), österreichischer General der Kavallerie
- Erich Engel (Musiker) (1888–1955), österreichischer Pianist, Kapellmeister und Musikschriftsteller
- Erich Engel (1891–1966), deutscher Film- und Theaterregisseur
- Erich Engel (Fotograf), deutscher Fotograf
- Erich Otto Engel (1866–1944), deutscher Entomologe und Maler
- Erika Engel, Geburtsname von Erika Wolf (1912–2003), deutsche Politikerin (CDU)
- Erika Engel-Wojahn (1911–2004), deutsche Kinderbuchautorin und Lyrikerin
- Erna Engel-Baiersdorf (1889–1970), österreichische Malerin, Bildhauerin und anthropologische Rekonstrukteurin
- Ernestine Engel (1785–1845), deutsche Theaterschauspielerin, siehe Ernestine Engels
- Ernst Engel (Statistiker) (1821–1896), deutscher Statistiker
- Ernst Engel (Verwaltungsbeamter) (1871–1929), deutscher Verwaltungsbeamter in Südwestafrika und Gelegenheitsdichter
- Ernst Engel (Grafiker) (1879–1967), deutscher Grafiker
- Erwin Engel (1881–1946), österreichischer Buchhändler, Verleger, Schauspieler, Kabarettist und Conferencier
- Eugen Engel (1875–1943), deutscher Komponist
- Eva Engel (* 1965), deutsch-österreichische Sängerin und Autorin, siehe Zeebee
- Eva J. Engel (Eva Engel-Holland; 1919–2013), deutsche Germanistin, Herausgeberin des Gesamtwerks von Moses Mendelssohn
- Evamaria Engel (Evamaria Raschke; * 1934), deutsche Historikerin

### F
- Fjodor Iwanowitsch Engel (1769–1837), russischer Stabsoffizier, Staatssekretär und Senator
- Frank Engel (Fußballtrainer) (* 1951), deutscher Fußballtrainer
- Frank Engel (Politiker) (* 1975), luxemburgischer Politiker
- Frank-Lorenz Engel (* 1961), deutscher Schauspieler und Sprecher
- Franz Engel (Architekt), österreichischer Architekt
- Franz Engel (Politiker) (1799–1877), deutscher Politiker
- Franz Engel (Naturwissenschaftler) (1834–1920), deutscher Forschungsreisender
- Franz Engel (Mykologe) (1882–1964), deutscher Mykologe
- Franz Engel (Offizier) (1895–1965), deutscher Generalmajor, Luftwaffe
- Franz Engel (Kabarettist) (1898–1944), österreichischer Komiker, Sänger und Schauspieler
- Franz Engel (Historiker) (1908–1967), deutscher Historiker und Archivar
- Franz Engel Bey (1850–1931), deutscher Lepraarzt in Ägypten
- Franz Joseph Engel (1867–1922), deutscher Altphilologe und Gymnasiallehrer
- Frauke Engel (* 1961), deutsche Kunsthistorikerin, Museumsleiterin und Sachbuch-Autorin
- Frédéric Engel-Dollfus (1818–1883), französischer Industrieller, Kunstsammler und Philanthrop
- Friederike Engel (* 1987), deutsche Fußballspielerin
- Friedrich Engel (Baumeister) (1821–1890), deutscher Baumeister
- Friedrich Engel (Mathematiker) (1861–1941), deutscher Mathematiker
- Friedrich von Engel (1867–1941), österreichischer Richter
- Friedrich Engel (Schriftsteller) (1886–1944), deutscher Kaufmann, Schriftsteller, Redakteur und Herausgeber
- Friedrich Engel (SS-Mitglied) (1909–2006), deutscher SS-Obersturmbannführer und Polizeichef
- Friedrich Engel-Jánosi (1893–1978), österreichischer Historiker
- Friedrich Carl Engel (1856–1934), schweizerisch-deutscher Kaufmann und Firmeninhaber
- Fritz Engel (Theaterkritiker) (1867–1935), deutscher Journalist, Theaterkritiker und Schriftsteller
- Fritz Engel (Musiker) (1904–2004), deutscher Gitarrist, Kopf der Engelfamilie (1946 bis 1982) aus Reutte
- Fritz Engel (Fußballspieler) (1910–?), deutscher Fußballspieler
- Fritz Karl Engel (1898–nach 1952), deutscher Polizeipräsident und SS-Führer

### G
- Georg Engel (Schriftsteller) (1866–1931), deutscher Schriftsteller
- Georg Friedrich Engel (1777–1859), deutscher Maler und Theaterdirektor
- George Engel (Anarchist) (1836–1887), deutscher Anarchist
- George L. Engel (1913–1999), US-amerikanischer Psychosomatiker
- Georges Engel (* 1968), luxemburgischer Arbeitsminister (LSAP)
- Georgia Engel (1948–2019), US-amerikanische Schauspielerin
- Gerd Engel (Kapitän) (* 1934), deutscher Kapitän, Segler und Autor
- Gerd Engel (Triathlet), deutscher Triathlet
- Gerd Engel (Ruderer), deutscher Ruderer
- Gerhard Engel (General) (1906–1976), deutscher General
- Gerhard Engel (Historiker) (* 1934), deutscher Historiker und Politiker (SED)
- Gerhard Engel (Senator) (1939–2010), deutscher Politiker
- Gerwin Engel (* 1943), Schweizer Architekt
- Gladys Engel Lang (1919–2016), US-amerikanische Soziologin und Kommunikationswissenschaftlerin
- Gudrun Engel (* 1979), deutsche Journalistin
- Gustav Engel (Musiker) (1823–1895), deutscher Musiker und Gesangspädagoge
- Gustav Engel (Historiker) (1893–1989), deutscher Historiker

### H
- Hans Engel (Staatssekretär) (1887–1945), deutscher Jurist und Politiker
- Hans Engel (Musikwissenschaftler) (1894–1970), deutscher Musikwissenschaftler
- Hans Engel (Produzent) (1897–1972), österreichischer Filmproduzent
- Hans Engel (Marineoffizier) (1910–2001), Kommandant der Gorch Fock
- Hans Engel (Jurist) (* 1935), deutscher Verwaltungsjurist und Ministerialbeamter
- Hans Engel (Architekt) (* 1936), deutscher Architekt
- Hans Engel (Handballspieler) (* 1948), deutscher Handballspieler
- Hans Engel (Komponist) (* 1954), deutscher Filmmusikkomponist
- Hans Christoph Engel (um 1585–1649), tirolerischer Beamter, Bergrichter, Pfleger und Amtmann
- Hans Günter Engel (* 1951), deutscher Brigadegeneral
- Hans-Hermann Karl Engel (* 1936), deutscher Unternehmer und Netzmacher
- Hans-Ulrich Engel (Journalist) (* 1929), deutscher Journalist, Schriftsteller und Drehbuchautor
- Hans-Ulrich Engel (Manager) (* 1959), deutscher Manager
- Harry Engel (Fußballspieler) (1892–1950), deutscher Fußballspieler
- Harry Engel (1936–1989), deutscher Schauspieler und Regisseur
- Hartmut Engel (Spezialeffektkünstler) (* 1967), deutscher Spezialeffektkünstler
- Hartmut Engel (Reiseschriftsteller), deutscher Biologe, Fotograf und Reiseschriftsteller
- Hartwig von Engel (1873–1926), deutscher Verwaltungsjurist und Parlamentarier
- Heidi Engel (* 1968), deutsche Fußballspielerin
- Heinfried Engel (* 1947), deutscher Leichtathlet
- Heinrich Engel (Politiker) (1785–1859), deutscher Ökonom und Gastwirt, Mitglied der kurhessischen Ständeversammlung
- Heinrich Engel (Theologe) (1834–1911), deutscher Theologe und Journalist
- Heinrich Engel (Maler) (1900–1988), deutscher Landschaftsmaler
- Heinrich Peter Engel (1845–1898), deutscher Kommunalpolitiker, Mitglied des Kurhessischen Kommunallandtags
- Heinz Engel (1927–2013), deutscher Mykologe
- Helga Engel (1931–2015), deutsche Schauspiellehrerin
- Helmut Engel (Kunsthistoriker) (1935–2019), deutscher Kunsthistoriker und Denkmalpfleger
- Helmut Engel (Theologe) (1940–2020), deutscher Theologe
- Helmut Engel (Musiker) (* 1956), deutscher Jazz-Musiker
- Hendrik Engel (1898–1981), niederländischer Zoologe und Historiker
- Herbert Engel (Offizier) (1912–1991), deutscher Marineoffizier und U-Boot-Kommandant im Zweiten Weltkrieg
- Herbert Engel (Schachkomponist) (1927–2010), deutscher Schachkomponist
- Herbert Engel (Rennfahrer) (* 1945), deutscher Rennfahrer
- Hermann Engel (Dirigent) (1834–1889), deutscher Dirigent
- Hermann Engel (Mediziner) (1886–1971), deutsch-US-amerikanischer Mediziner, 1920 Mitbegründer der weltweit ersten Sporthochschule (DHfL) und des TC Blau-Weiß Berlin
- Hermann Engel (1899–1975), deutscher Politiker (SPD)
- Hermann Engel (Musiker) (1922–1998), Schweizer Organist
- Hilde Engel-Elstner (1908–1965), deutsche Schauspielerin
- Horst Engel (Politiker, 1927) (1927–1984), deutscher Politiker (SPD)
- Horst Engel (Fußballspieler) (* 1943), deutscher Fußballspieler
- Horst Engel (Politiker, 1947) (* 1947), deutscher Politiker (FDP)
- Howard Engel (1931–2019), kanadischer Schriftsteller

### J
- Jacob Engel (Prediger) (1753–1854), Schweizer und US-amerikanischer Prediger der Brethren in Christ
- Jacob Engel (* 2001), deutscher Fußballspieler
- Jakob Engel (Giacomo Angelini; 1632–1714), Schweizer Baumeister
- Jakob Engel (Schauspieler), deutscher Schauspieler
- Jakob Engel-Schmidt (* 1983), dänischer Politiker
- Jakobine Engel (* 1965), deutsche Schauspielerin
- Jasmin Engel (* 1982), deutsche Schriftstellerin
- Jean-Pierre Engel (1904–1960), luxemburgischer Radrennfahrer
- Jenny Engel (1891–1903), deutsche Fotografin
- Jerzy Engel (* 1952), polnischer Fußballspieler und -trainer
- Jesse Engel, US-amerikanischer Poolbillardspieler
- Joachim Engel (Generalmajor) (1897–??), deutscher Generalmajor
- Joachim Engel (Mathematiker) (* 1954), deutscher Mathematiker
- Joachim Engel-Denis (1933–2013), deutscher Schauspieler und Regisseur
- Joel Engel (Juli Engel; 1868–1927), russischer Komponist
- Joel S. Engel (* 1936), US-amerikanischer Ingenieur und Mobilfunkpionier
- Johann Christian Engel (1770–1814), österreichischer Historiker
- Johann Ernst Robert Engel (1857–1914), deutscher Jurist und Politiker, MdL Hessen
- Johann Friedrich Engel (1844–1921), deutscher Maler
- Johann Heinrich Gottlieb Engel (1720–1785), deutsch-russischer Mediziner
- Johann Jakob Engel (1741–1802), deutscher Schriftsteller und Philosoph
- Johann Ludwig Engel (1699–1758), deutscher Theologe und Hochschullehrer
- Johannes Engel (Astronom) (1463–1512), deutscher Astronom
- Johannes Engel (Theologe) (1879–1947), deutscher Theologe und Schriftsteller
- Johannes Engel (Politiker) (1894–1973), deutscher Politiker (NSDAP) und SS-Führer
- Johannes K. Engel (1927–2018), deutscher Journalist
- Jonas Engel (* 1990), deutscher Jazzmusiker
- Josef Engel (1816–1899), österreichischer Pathologe
- Josef Engel (Historiker) (1922–1978), deutscher Historiker
- Josef Engel (Ringer) (* 1942), tschechoslowakischer Ringer
- Josef Engel de Jánosi (1851–1939), ungarischer Schriftsteller, Musikwissenschaftler und Kunstsammler
- Joseph Franz Engel (um 1776–1827), österreichischer Architekt
- József Engel (1815–1901), ungarischer Bildhauer
- Judith Engel (* 1969), deutsche Schauspielerin
- Jürgen Engel (Biophysiker) (* 1935), Schweizer Chemiker und Biophysiker
- Jürgen Engel (Diplomat) (* 1946), deutscher Diplomat
- Jürgen Engel (Politiker) (1947–2018), deutscher Politiker (Die Grünen), MdL Hessen
- Jürgen Engel (Architekt) (* 1954), deutscher Architekt und Stadtplaner
- Jules Engel (1909–2003), ungarisch-amerikanischer Animationsfilmer
- Julius Engel (Politiker) (1842–1926), deutscher Richter und Politiker
- Julius Engel (Komponist) (1868–1927), russischer Komponist
- Julius Theodor Engel (1807–1862), deutscher Richter und Parlamentarier
- Justin Engel (* 2007), deutscher Tennisspieler

### K
- Karl Engel (Baumeister) (auch Carlo Angelini; um 1640–nach 1702), Schweizer Baumeister
- Karl Engel (Musiker) (1824–1913), deutscher Musiker
- Karl von Engel (1826–1896), deutscher Verwaltungsbeamter
- Karl Engel (Fußballspieler, 1884) (1884–??), österreichischer Fußballspieler
- Karl Engel (Maler) (1889–1985), österreichischer Maler
- Karl Engel (Pianist) (1923–2006), Schweizer Pianist
- Karl Engel (Fussballspieler, 1952) (* 1952), Schweizer Fußballspieler
- Karl August Maximilian von Engel (1795–1881), sächsischer General der Kavallerie
- Karl Christian Engel (1752–1801), deutscher Arzt und Schriftsteller
- Karl-Hermann Engel (1928–1985), deutscher Agrarwissenschaftler
- Kati Engel (* 1982), deutsche Politikerin (Die Linke), MdL
- Kathinka Engel (* 1986), deutsche Autorin und Lektorin
- Katrin Engel (* 1984), österreichische Handballspielerin
- Klaus Engel (Schachspieler) (* 1934), deutscher Schachspieler
- Klaus Engel (Manager) (* 1956), deutscher Chemiker und Manager
- Konrad Engel (Bergmeister) (1862–1912), deutscher Bergmeister
- Konrad Engel (Mathematiker) (* 1956), deutscher Mathematiker
- Konrad Maria Engel (* 1977), deutscher Pianist und Musikpädagoge
- Konstantin Engel (* 1988), kasachisch-deutscher Fußballspieler
- Kurt Engel (Politiker) (1902–1961), deutscher Schlosser, Gewerkschafter und Politiker, MdV
- Kurt Engel, eigentlicher Name von Alexander Engel (Schauspieler) (1902–1968), deutscher Schauspieler
- Kurt Engel (Pianist) (1909–1942), österreichischer Pianist
- Kurt Engel (Vibraphonist) (1909–1967), deutscher Schlagwerker und Komponist

### L
- Laurence Engel  (* 1966), französische Kulturmanagerin
- Leo Engel (1903–1938), österreichisch-sowjetischer Chemiker und Lehrer
- Leopold Engel (1858–1931), Schauspieler, Okkultist und Neugründer der Illuminaten
- Lilli Engel (1939–2018), deutsche Malerin und Installationskünstlerin
- Louis Engel (1885–1960), französischer Radrennfahrer
- Ludolf Engel (1896–1972), deutscher Ingenieur und Hochschullehrer
- Ludwig Engel (Theologe) (um 1634–1674), österreichischer Benediktiner und Theologe
- Ludwig Engel (Architekt) (1864–1954), deutscher Architekt
- Ludwig Engel (Politiker) (1906–1975), deutscher Politiker (SPD), Oberbürgermeister von Darmstadt
- Ludwig Engel (Zukunftsforscher) (* 1982), deutscher Zukunfts- und Stadtforscher
- Luis Engel (* 2002), deutscher Schachspieler
- Lukas Engel (* 1998), dänischer Fußballspieler

### M
- Manfred Engel (* 1953), deutscher Germanist und Literaturwissenschaftler
- Manuel Engel (* 1993), Schweizer Unihockeyspieler
- Maria Matschke Engel (* 2001), deutsche Schauspielerin und Hörspielsprecherin
- Marian Engel (1933–1985), kanadische Schriftstellerin
- Marianne Engel (* 1972), schweizerische Fotografin
- Mark Engel (* 1991), US-amerikanischer Skirennläufer
- Marlene Engel (* 1984), österreichische Musikkuratorin, Kulturmanagerin und Aktivistin
- Marlies Engel (* 1943), deutsche Schauspielerin
- Maro Engel (* 1985), deutscher Rennfahrer
- Marty Engel (1932–2022), US-amerikanischer Leichtathlet
- Mathias Engel (1905–1994), deutscher Bahnradsportler
- Matthew Engel (* 1951), britischer Journalist
- Michael Engel (Politiker), deutscher Beamter und Abgeordneter
- Michael Engel (Wissenschaftshistoriker) (1941–2011), deutscher Chemiker, Chemiehistoriker und Archivar
- Michael Engel (Musiker) (* 1964), deutscher Musiker
- Michael S. Engel (* 1971), US-amerikanischer Paläontologe und Entomologe
- Michel Engel (* 1938), Schweizer Bildhauer und Maler
- Michelle Engel (* 1993), deutsche Gemeindereferentin, Influencerin und Autorin
- Moritz von Engel (Maurus Engel von Jánosi; 1858–1924), österreichischer Fabrikant und Schriftsteller
- Morris Engel (1918–2005), US-amerikanischer Fotograf, Kameramann, Drehbuchautor und Regisseur
- Mylan Engel (* 1960), US-amerikanischer Philosoph und Hochschullehrer

### N
- Nadja Engel (* 1964), deutsche Schauspielerin
- Natascha Engel (* 1967), deutsch-britische Politikerin
- Nicolas Engel (Politiker) (1854–nach 1918), deutscher Markscheider und Politiker
- Nicolas Engel (Radsportler) (1902–1946), luxemburgischer Radsportler
- Nikolaus II. Engel († 1509), deutscher Zisterzienserabt
- Nina Engel (* 2003), deutsche Handballspielerin
- Norbert Engel (1921–2009), deutscher Politiker

### O
- Otto Engel (1872–1932), deutscher Ingenieur
- Otto Heinrich Engel (1866–1949), deutscher Maler

### P
- Pascal Engel (* 1954), französischer Philosoph
- Patricia Engel (* 1961), österreichische Restauratorin
- Patrick W. Engel (* 1974), deutscher Musiker und Musikproduzent
- Paul Engel (1907–1997), ecuadorianischer Arzt und Schriftsteller österreichischer Herkunft, siehe Diego Viga
- Paul Engel (Unternehmer) (1908–1992), Schweizer Unternehmer und Firmengründer
- Paul Engel (1949–2025), österreichischer Komponist
- Peter Engel (Geistlicher) (1856–1921), US-amerikanischer Benediktinerabt
- Peter Engel (Politiker) (1918–nach 1998), deutscher Politiker
- Peter Engel (Mediziner, 1922) (1922–1976), deutscher Mediziner, Homöopath und Anthroposoph
- Peter Engel (Schriftsteller) (* 1940), deutscher Schriftsteller
- Peter Engel (Mineraloge) (* 1942), Schweizer Mineraloge
- Peter Engel (Maler) (1944–2014), deutscher Maler
- Peter Engel (Mediziner, 1949) (* 1949), deutscher Mediziner und Verbandsfunktionär
- Peter Engel (Tischtennisspieler) (* 1954), deutscher Tischtennisspieler
- Peter Engel (Origamist) (* 1959), US-amerikanischer Origami-Autor
- Peter Engel (Produzent) (* 1960), US-amerikanischer Produzent, Drehbuchautor und Schauspieler
- Peter Engel (Künstler) (* 1969), deutscher Grafiker und Bühnenbildner
- Philipp Peyman Engel (* 1983), deutscher Journalist; seit 2023 Chefredakteur der Jüdischen Allgemeinen

### R
- Regula Engel-Egli (1761–1853), Frau eines Schweizer Offiziers im Dienste Napoleon
- Richard Engel (Admiral) (1866–1954), deutscher Vizeadmiral
- Richard Engel (Regisseur) (* 1940), deutscher Filmregisseur, Drehbuchautor und Filmproduzent
- Richard Engel (Fußballspieler) (* 1946), deutscher Fußballspieler
- Richard Engel (Journalist) (* 1973), US-amerikanischer Journalist
- Robert Engel, deutscher Skispringer
- Roger Engel (* 1923), deutscher Botaniker und Lehrer
- Rolf Engel (1912–1993), deutscher Raketeningenieur und SS-Hauptsturmführer
- Rolf Engel (Psychologe) (* 1946), deutscher Klinischer Psychologe und Hochschullehrer
- Roscoe Engel (* 1989), südafrikanischer Sprinter
- Rudi Engel (* 1957), deutscher Jazzmusiker
- Rudolf Engel (Konteradmiral) (1857–1937), deutscher Konteradmiral
- Rudolf Engel (1903–1993), deutscher Politiker (KPD/SED)
- Rudolf Engel-Hardt (1886–1968), deutscher Grafiker und Illustrator

### S
- Sabine Engel (* 1954), deutsche Diskuswerferin
- Sabine Engel-Garscha (* im 20. Jahrhundert), deutsche Filmeditorin
- Samuel Engel (1702–1784), Schweizer Bibliothekar und Geograph
- Samuel G. Engel (1904–1984), US-amerikanischer Drehbuchautor und Filmproduzent
- Schmuel Engel (1853–1935), polnischer, ungarischer und tschechoslowakischer Rabbiner und Schriftgelehrter
- Semmy Engel (1864–1948), deutscher Architekt
- Sibylle Engel (1920–2011), deutsche Politikerin (FDP)
- Siegfried Engel (1892–1976), deutscher Konteradmiral
- Stef. Engel (* 1969), deutsche Künstlerin
- Stefan Engel (Mediziner) (1878–1968), deutsch-britischer Kinderarzt
- Stefan Engel (Politiker) (* 1954), deutscher Politiker (MLPD)
- Stefan Engel (Maler) (* 1960), deutscher Maler und Bildhauer
- Stefanie Engel (* 1968), deutsche Umweltökonomin
- Susanne Engel (* 1964), deutsche Juristin und Präsidentin des Landesarbeitsgerichts
- Svea Engel (* 1998), deutsche Schauspielerin

### T
- Taliso Engel (* 2002), deutscher Schwimmer
- Theodor Engel (1842–1933), deutscher Theologe und Geologe
- Theodor Engel (Zionist) (1877–1944), österreichischer Bundesbahnbeamter und Zionist
- Thomas Engel (Regisseur) (1922–2015), deutscher Regisseur und Drehbuchautor
- Thomas Engel (Chemiker) (* 1942), US-amerikanischer Chemiker
- Thomas Engel (Schauspieler) (* 1962), deutscher Schauspieler
- Thomas Engel (Musiker) (* 1969), österreichischer Blockflötist
- Thomas Engel (Unihockeyspieler) (* 1973 oder 1974), Schweizer Unihockeyspieler
- Thomas Engel (Skispringer) (* 1984), Schweizer Skispringer
- Tina Engel (* 1950), deutsche Schauspielerin
- Titus Engel (* 1975), Schweizer Dirigent
- Tomasz Engel (* 1955), polnischer Fechter
- Tommy Engel (* 1949), deutscher Musiker
- Torsten Engel (* 1963), deutscher Journalist

### U
- Ulf Engel (* 1962), deutscher Politikwissenschaftler und Hochschullehrer
- Ulrich Engel (Jurist) (1902–1986), deutscher Verwaltungsjurist und Ministerialbeamter
- Ulrich Engel (Philologe) (1928–2020), deutscher Germanist und Philologe
- Ulrich Engel (Theologe) (* 1961), deutscher Theologe, Priester und Hochschullehrer
- Ulrich-Karl Engel (* 1950), deutscher Politiker (Bündnis 90/Die Grünen), MdL Sachsen-Anhalt
- Ute Engel (* 1963), deutsche Kunsthistorikerin

### V
- Viktor Engel (Verwaltungsjurist) (1900–1976), deutscher Verwaltungsjurist
- Viktor Engel (Sportschütze) (* 1946), deutscher Sportschütze
- Volker Engel (Chemiker) (* 1957), deutscher Chemiker und Hochschullehrer
- Volker Engel (* 1965), deutscher Spezialeffektkünstler und Filmproduzent
- Volker Maria Engel (* 1970), deutscher Regisseur und Theaterpädagoge

### W
- Walter Engel (Schiedsrichter) (* 1939), deutscher Fußballschiedsrichter
- Walter Engel (Germanist) (* 1942), rumänisch-deutscher Literaturwissenschaftler und Publizist
- Walther Engel (1911–1984), deutscher Zahnmediziner und Akademie-Mitgründer
- Werner Engel (Maler) (1880–1941), Schweizer Maler und Grafiker
- Werner Engel (Sänger) (1884–nach 1937), deutscher Sänger (Bass-Bariton) und Gesangspädagoge
- Werner Engel (Schriftsteller) (1902–1945), deutscher Schriftsteller
- Werner Engel (Fabrikant) (1909–1994), deutscher Fabrikant und Unternehmensgründer
- Werner Engel (Übersetzer) (1921–2010), deutscher Übersetzer
- Wilhelm Engel (Kunstschreiner) (1838–1933), deutscher Kunstschreiner
- Wilhelm Engel (Märtyrer) (1881–1945), deutsches NS-Opfer
- Wilhelm Engel (Maler) (1885–1971), deutscher Architekt, Maler und Zeichner
- Wilhelm Engel (Pfarrer) (1903–1954), evangelischer Pfarrer und Herausgeber
- Wilhelm Engel (Historiker) (1905–1964), deutscher Archivar und Historiker
- Willy Engel-Berger (1890–1946), österreichischer Komponist
- Wolfgang Engel (Kriminologe) (1914–2002), deutscher Kriminologe, Jurist, Arzt und Autor (eigentlich Siegfried Wolfgang Engel)
- Wolfgang Engel (Mathematiker) (1928–2010), deutscher Mathematiker
- Wolfgang Engel (Heimatforscher) (1934–2012), deutscher Heimatforscher
- Wolfgang Engel (Mediziner) (1940–2015), deutscher Humangenetiker und Hochschullehrer
- Wolfgang Engel (Intendant) (1943–2025), deutscher Theaterregisseur, Schauspieler und Intendant